# Abu-Abbàs Àhmad I
Abu-Abbàs Àhmad (I) ibn Abi-Hammú o, més senzillament, Abu-Abbàs Àhmad I fou sultà abdalwadita de Tlemcen del 1431 al 1462.
Nomenat per l'hàfsida Abu-Faris Abd-al-Aziz, fou ben acollit i va començar bé el seu regnat però progressivament va perdre autoritat i alguns caps es van apoderar d'algunes províncies mentre amazics i àrabs fomentaven revoltes.
El seu germà el príncep Abu-Yahya es va revoltar el 1437 i va aconseguir el suport dels caps Musa ibn Hamza, Abd Allah ibn Uthman i Sulayman Abu-Musa; l'exèrcit rebel reunit va marxar a Tlemcen però fou derrotat per les forces lleials. Abu-Yahya va fugir cap a Orà de la que es va apoderar; durant anys es van lliurar diversos combats entre els dos bàndols. El 1438 el fill del príncep Abu Zayyan Muhammad al-Mustain, de nom Muhammad al-Mutawakkil, que havia sortit poc abans de Tunis i havia marxat a territori abdalwadita, va obtenir el jurament dels Ulad Abu Leyl, Mallikesh, Beni Omer ibn Musa, de les poblacions de Yallel i Thalib, i de part dels Hacyn i es va dirigir a Alger davant la qual fou aturat per forces lleials; va posar setge a la ciutat i després d'uns mesos es va rendir el 5 de gener de 1439. Abu Zayyan Muhammad al-Mustain va entrar a la ciutat. Llavors al-Mutawakkil va sotmetre la Mitidja i Medea; després es va apoderar de la Miliana i va atacar Ténès que va rendir. Abu Zayyan Muhammad al-Mustain i el seu fill es van declarar independents; però el 7 de març del 1440 va esclatar una revolta a Alger que no acceptava el seu domini i van matar Abu Zayyan. El seu fill al-Mutawakkil estava llavors a Ténès i va conservar el poder excepte a Alger però el seu moviment va perdre força temporalment.
El 16 de desembre de 1446 el príncep Àhmad ibn al-Nasir ibn Abi-Hammu va entrar per sorpresa amb un grup de partidaris a Tlemcen i va intentar apoderar-se de la ciutat, però la població no li va donar suport i van acabar sent capturats. Abu-Abbàs Àhmad I va ordenar l'execució del príncep rebel. El sultà va fer construir un mur a l'entorn del seu palau i edificis pròxims. El 1448 les forces d'Abu-Abbàs Àhmad I van ocupar Orà; Abu-Yahya va fugir per mar i es va dirigir a Bugia, on va restar un temps i d'allí a Tunis on va morir el 1451.
El 1461 al-Mutawakkil va sortir de Miliana i va avançar amb les seves forces cap a Tlemcen; va ocupar el país dels Banu Rashid i el dels Hawara, entrant després a Mostaganem i Temzaghran (Mazagran); després es va presentar davant Orà que li va obrir les portes; d'alli va passar a Tlemcem que fou assetjada durant dos dies i hi va entrar el tercer dia, el 4 de febrer del 1462. Abu-Abbàs Àhmad I va fugir a Hubbed i al-Mutawakkil fou proclamat sultà amb el nom d'Abu-Abd-Al·lah III Muhammad al-Mutawakkil.
Abu-Abbàs Àhmad I va caure poc després en mans d'al-Mutawakkil, que el va tractar bé i el va pensionar; per evitar ser objecte de crítica el va enviar a Granada; però l'antic sultà no va trigar a retornar i va reunir un exèrcit d'àrabs i amazics amb el qual va assetjar Tlemcen durant 14 dies, però va resultar derrotat i mort en una sortida dels assetjats l'1 d'agost de 1463.